# Spiriverpa albiceps
Spiriverpa albiceps är en tvåvingeart som först beskrevs av Friedrich Hermann Loew 1870.  Spiriverpa albiceps ingår i släktet Spiriverpa och familjen stilettflugor. Inga underarter finns listade i Catalogue of Life.